# ناحیه فلدکیرشن
ناحیه فلدکیرشن (به آلمانی: Feldkirchen District) یک ناحیه در اتریش است که در کرنتن واقع شده‌است. ناحیه فلدکیرشن ۳۰٬۲۷۳ نفر جمعیت دارد.